# 2017년 동계 아시안 게임 스노보드
제8회 동계 아시안 게임 스노보드 경기는 2017년 2월 19일부터 2월 25일까지 삿포로시의 삿포로 테이네와 삿포로 반케이 스키장에서 진행되었다.

## 메달 집계
| 순위 | 국가           | 금메달 | 은메달 | 동메달 | 합계 |
| ---- | -------------- | ------ | ------ | ------ | ---- |
| 1    | 중화인민공화국 | 3      | 2      | 1      | 6    |
| 2    | 대한민국       | 2      | 2      | 2      | 6    |
| 3    | 일본           | 1      | 2      | 3      | 6    |
| 합계 | 합계           | 6      | 6      | 6      | 18   |

## 메달리스트
| 종목                   | 금                       | 은                       | 동                         |
| ---------------------- | ------------------------ | ------------------------ | -------------------------- |
| 남자 하프파이프 자세히 | 장이웨이 중국 (CHN)      | 권이준 대한민국 (KOR)    | 네데후지 아유무 일본 (JPN) |
| 남자 대회전 자세히     | 이상호 대한민국 (KOR)    | 최보군 대한민국 (KOR)    | 가미노 신노스케 일본 (JPN) |
| 남자 회전 자세히       | 이상호 대한민국 (KOR)    | 스즈키 유야 일본 (JPN)   | 김상겸 대한민국 (KOR)      |
| 여자 하프파이프 자세히 | 류자위 중국 (CHN)        | 차이쉐퉁 중국 (CHN)      | 이마이 구루미 일본 (JPN)   |
| 여자 대회전 자세히     | 야네타리 에리 일본 (JPN) | 짱루신 중국 (CHN)        | 궁나이잉 중국 (CHN)        |
| 여자 회전 자세히       | 짱루신 중국 (CHN)        | 야네타리 에리 일본 (JPN) | 신다희 대한민국 (KOR)      |

## 참가국
오스트레일리아와 뉴질랜드는 초청국 자격으로 경기에 참여하기 때문에 입상을 하여도 메달이 주어지지 않는다. 괄호 안은 참가 선수의 숫자이다.
- 대한민국 (12)
- 레바논 (2)
- 스리랑카 (1)
- 오스트레일리아 (4)
- 이란 (6)
- 인도 (1)
- 일본 (10)
- 중화인민공화국 (16)
- 카자흐스탄 (4)
- 필리핀 (1)
- 베트남 (2)